# エンジェルスピット
エンジェルスピット（Angelspit）は、オーストラリアのインダストリアル・バンド。

## メンバー

### 現在のメンバー
- ズーグ・フォン・ロック (Zoog Von Rock) (元 ZooG) – ボーカル、プログラミング (2003年– )
- ザ・ライアー (The Liar) – ビデオ・マニピュレーション (2010年– )
- マット・スレゲル (Matt Slegel) – ギター、ベース (2017年– 、ライブ参加: 2016年)
- キツ・ノワール (Kitsu Noir) – ドラム (2017年– )

### 旧メンバー
- アメリア・アルセニック (Amelia Arsenic) (元 Destroyx) – ボーカル (2003年–2013年)
- クリス・クリング (Chris Kling) – ドラム (2011年–2012年、セッション参加: 2014年)
- ヴァレリー・ジェンティーレ (Valerie Gentile) – ギター、ベース (2011年–2012年)
- ジョージ・ビコス (George Bikos) – ギター、ベース (2012年–2016年、セッション参加: 2008年、2009年、2017年)
- ニック・デラヴェガ (Nick Delavega) – プログラミング、キーボード (2016年、ライブ参加: 2015年)
- AJ・ギャップセヴィック (AJ Gapsevic) – ギター、ベース (2016年)
- ローレライ (Lorelei) – ボーカル (2016年)

## ディスコグラフィ

### スタジオ・アルバム
- Krankhaus (2006年、Crash Frequency)
- Blood Death Ivory (2008年、Crash Frequency)
- 『HIDEOUS AND PERFECT』 - Hideous and Perfect (2009年、Black Pill Red Pill)
- Hello My Name Is (2011年、Metropolis)
- The Product (2014年、Black Pill Red Pill)
- Cult of Fake (2016年、Negative Gain/Black Pill Red Pill)
- Black Dog Bite (2017年、Dark Star Fusion/Black Pill Red Pill)
- Bang Operative (2019年、Black Pill Red Pill)
- The Ignorance Cartel (2020年、Black Pill Red Pill)
- Diesel Priest (2021年、Black Pill Red Pill)
- The Bastard Gods (2023年、Black Pill Red Pill)

### ライブ・アルバム
- Angelspit Live 2009 (2012年、Black Pill Red Pill)

### コンピレーション・アルバム
- 『Black Kingdom Red Kingdom』 - Black Kingdom Red Kingdom | Blood Death Ivory Remix Album (2009年、Black Pill Red Pill)
- USB Spit Pill Overdose (2012年、Black Pill Red Pill)
- Rarities (2012年、Black Pill Red Pill)